# گمینا ایوانگسکا
گمینا ایوانگسکا (به لهستانی:  Gmina Iwaniska) یک گمینا در لهستان است که در شهرستان اوپاتوف واقع شده‌است. گمینا ایوانگسکا ۱۰۵٫۰۳ کیلومتر مربع مساحت و ۷٬۱۰۷ نفر جمعیت دارد.